# Tomáš Surový
Tomáš Surový (* 24. září 1981, Banská Bystrica) je bývalý slovenský profesionální hokejista.

## Kluby podle sezón
- 1998-1999 HC 05 Banská Bystrica
- 1999-2000 HC 05 Banská Bystrica
- 2000-2001 HC ŠKP Poprad
- 2001-2002 Wilkes-Barre/Scranton Penguins
- 2002-2003 Pittsburgh Penguins, Wilkes-Barre/Scranton Penguins
- 2003-2004 Pittsburgh Penguins, Wilkes-Barre/Scranton Penguins
- 2004-2005 Wilkes-Barre/Scranton Penguins
- 2005-2006 Pittsburgh Penguins, Wilkes-Barre/Scranton Penguins
- 2006-2007 Luleå HF
- 2007-2008 Linköpings HC
- 2008-2009 Linköpings HC
- 2009-2010 HC 05 Banská Bystrica, Skellefteå AIK
- 2010-2011 Dinamo Riga
- 2011-2012 CSKA Moskva
- 2012-2013 HC Lev Praha
- 2013-2014 HK Dynamo Minsk
- 2014-2015 HC Slovan Bratislava, HC 05 Banská Bystrica
- 2015-2016 HC Slovan Bratislava
- 2016-2017 HC ’05 iClinic Banská Bystrica
- 2017-2018 HC ’05 iClinic Banská Bystrica
- 2018-2019 HC ’05 iClinic Banská Bystrica

## Reprezentace
- Statistiky reprezentace na Mistrovstvích světa a Olympijských hrách:[1]

| Turnaj             | Místo konání                           | Z  | G | A  | B  | Umístění         | Soupisky          |
| ------------------ | -------------------------------------- | -- | - | -- | -- | ---------------- | ----------------- |
| ZOH 2006           | Itálie (Turín)                         | 6  | 0 | 1  | 1  | 5. místo         | Soupiska ZOH 2006 |
| MS 2006            | Lotyšsko (Riga)                        | 7  | 2 | 2  | 4  | 8. místo         | Soupiska MS 2006  |
| MS 2007            | Rusko (Moskva , Petrohrad)             | 7  | 0 | 1  | 1  | 6. místo         | Soupiska MS 2007  |
| MS 2009            | Švýcarsko (Bern, Kloten)               | 5  | 1 | 0  | 1  | 10. místo        | Soupiska MS 2009  |
| MS 2011            | Slovensko (Bratislava, Košice)         | 6  | 1 | 1  | 2  | 10. místo        | Soupiska MS 2011  |
| MS 2012            | Finsko a Švédsko (Helsinky, Stockholm) | 10 | 0 | 4  | 4  | Stříbrná medaile | Soupiska MS 2012  |
| MS 2013            | Švédsko a Finsko (Stockholm, Helsinky) | 8  | 3 | 1  | 4  | 8. místo         | Soupiska MS 2013  |
| ZOH 2014           | Rusko (Soči)                           | 4  | 1 | 0  | 1  | 11. místo        | Soupiska ZOH 2014 |
| MS 2015            | Česko (Praha, Ostrava)                 | 7  | 1 | 2  | 3  | 9. místo         | Soupiska MS 2015  |
| ZOH 2018           | Jižní Korea (Pchjongčchang)            | 4  | 0 | 1  | 1  | 11. místo        | Soupiska ZOH 2018 |
| Celkem na MS (7x)  |                                        | 50 | 8 | 11 | 19 |                  |                   |
| Celkem na ZOH (3x) |                                        | 14 | 1 | 2  | 3  |                  |                   |